# Hellblazer
Hellblazer är en av serieförlaget Vertigos mest långlivade och hyllade serietidningar. Huvudperson är den kedjerökande, trenchcoatklädde, ockult bevandrade engelsmannen John Constantine. Serien har i Sverige publicerats i tidningarna Magnum Comics och Inferno.
Långfilmen Constantine från 2005 är löst baserad på Hellblazer.
 Artikeln var, i den version den hade den 11 januari 2006, helt eller delvis hämtad från Seriewikin (hos Seriefrämjandet): Hellblazer